# Кульєра
Кульєра (валенс. Cullera, ісп. Cullera) — муніципалітет в Іспанії, у складі автономної спільноти Валенсія, у провінції Валенсія. Населення — 23 813 осіб (2010).

## Географія
Муніципалітет розташований на відстані близько 330 км на південний схід від Мадрида, 35 км на південь від Валенсії.
На території муніципалітету розташовані такі населені пункти: (дані про населення за 2010 рік)
- Ел-Броскіл: 233 особи
- Кульєра: 21321 особа
- Марень-Сан-Льйорен: 85 осіб
- Фаро: 495 осіб
- Кап-Бланк: 147 осіб
- Кульєра-Парк: 101 особа
- Ел-Досел: 121 особа
- Ел-Естань: 87 осіб
- Ел-Мареньєт: 311 осіб
- Баїя-Парк: 143 особи
- Рако-де-Бельвер: 153 особи
- Булевар-дел-Шукер: 473 особи
- Бельятерра: 70 осіб
- Масія-дел-Рако: 73 особи

## Демографія
Динаміка населення (INE ):

## Галерея зображень

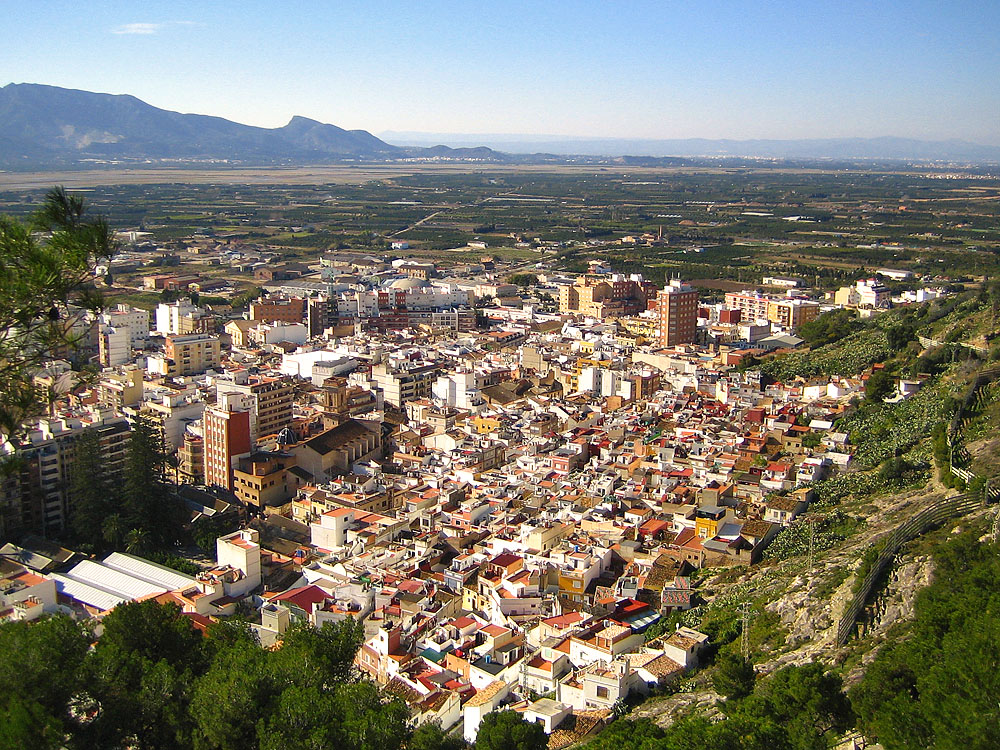
Кульєра, вид згори
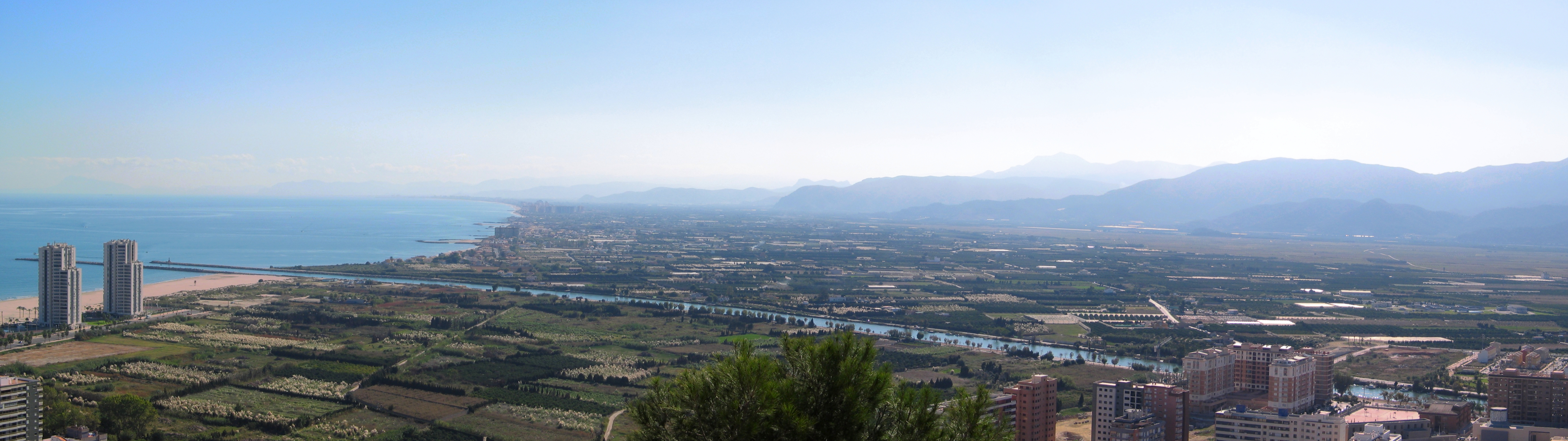
Гирло річки Шукер
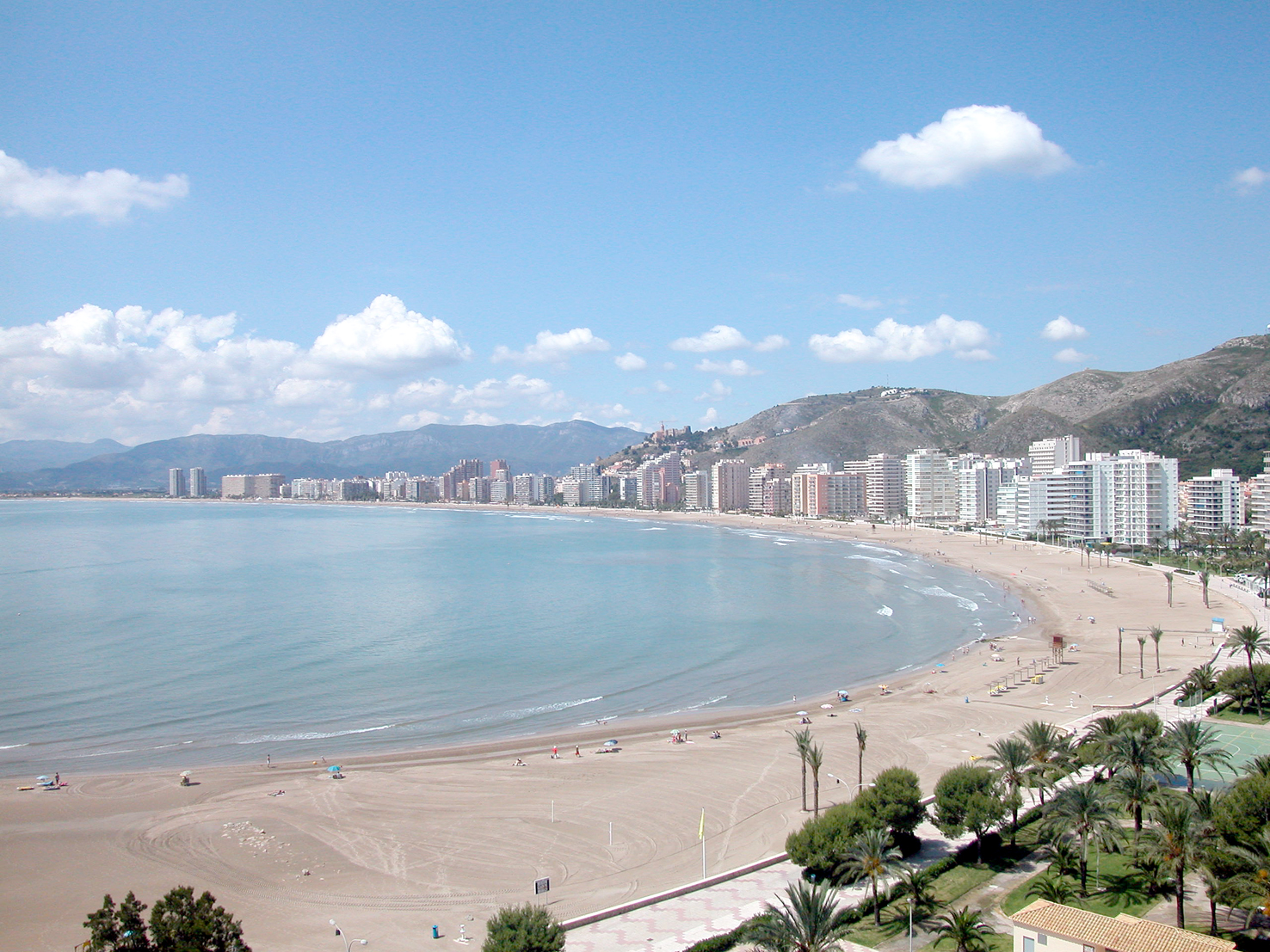
Кульєра, затока
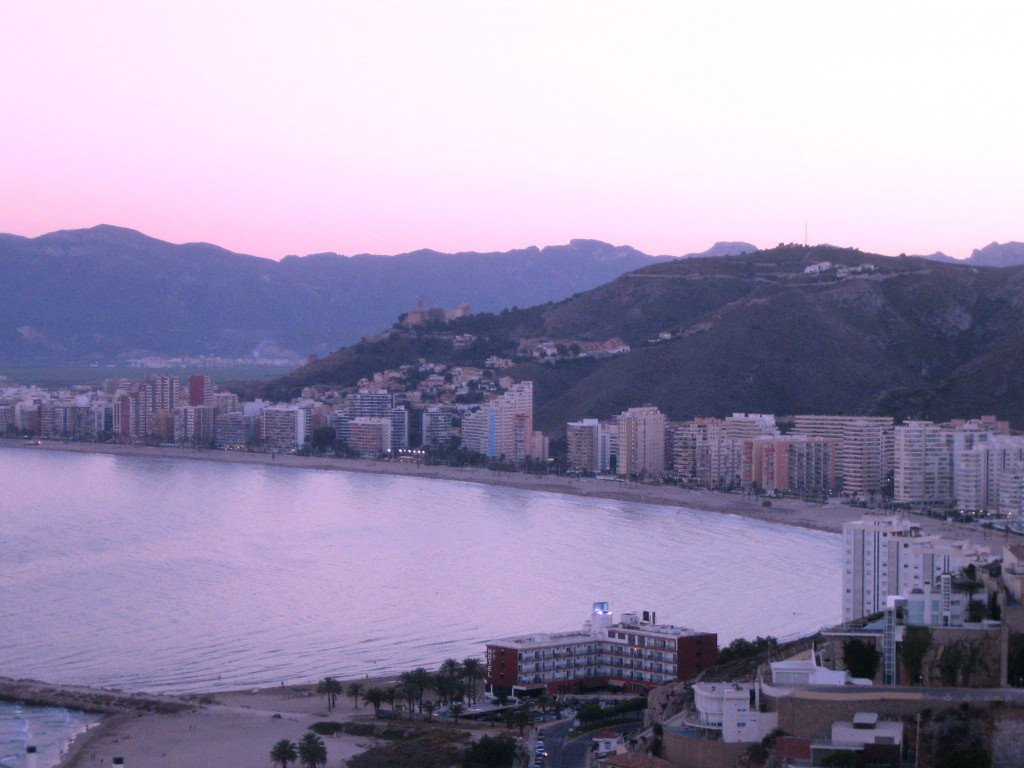
Затока Баїя-де-Кульєра увечері
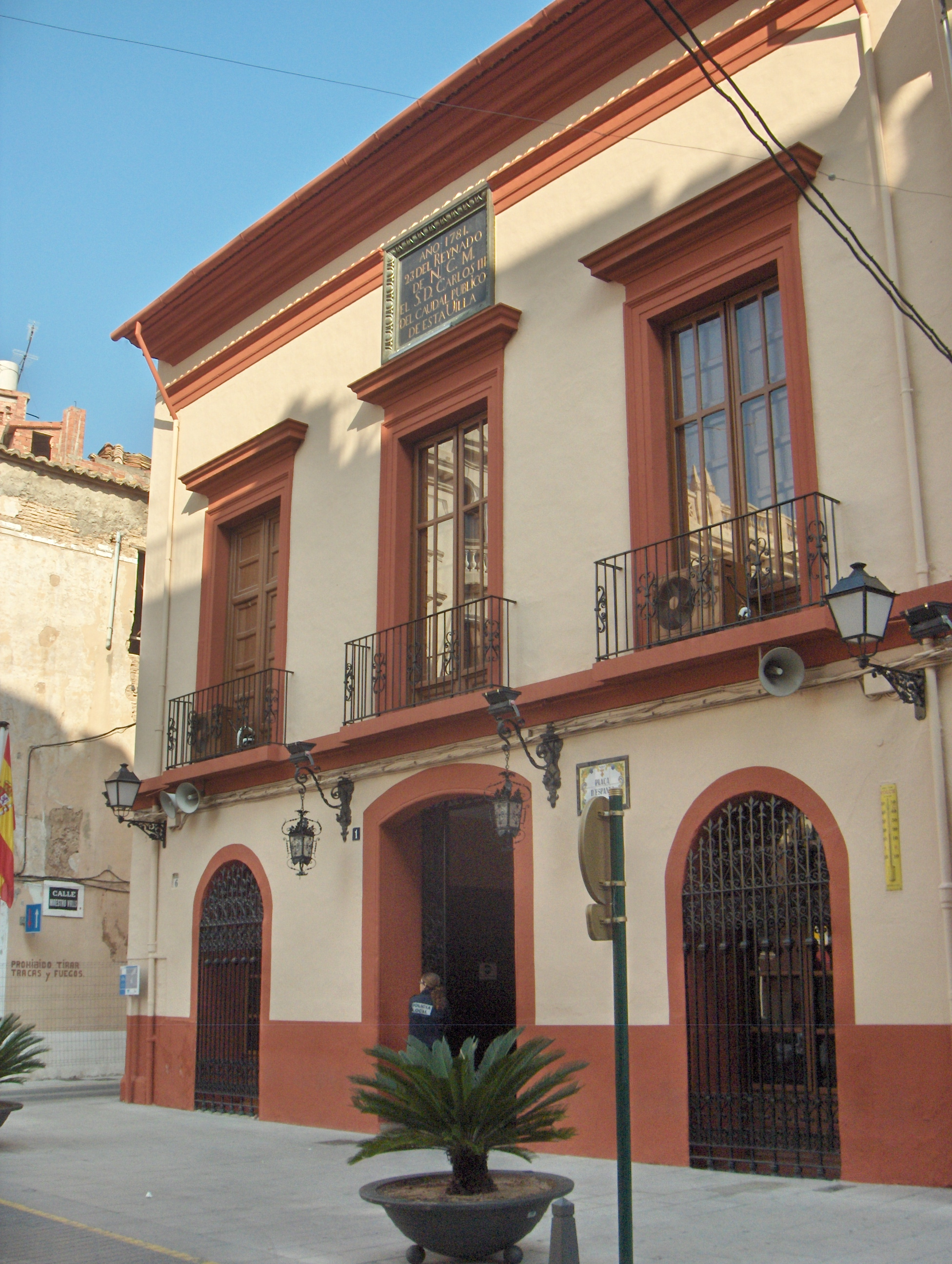
Муніципальна рада
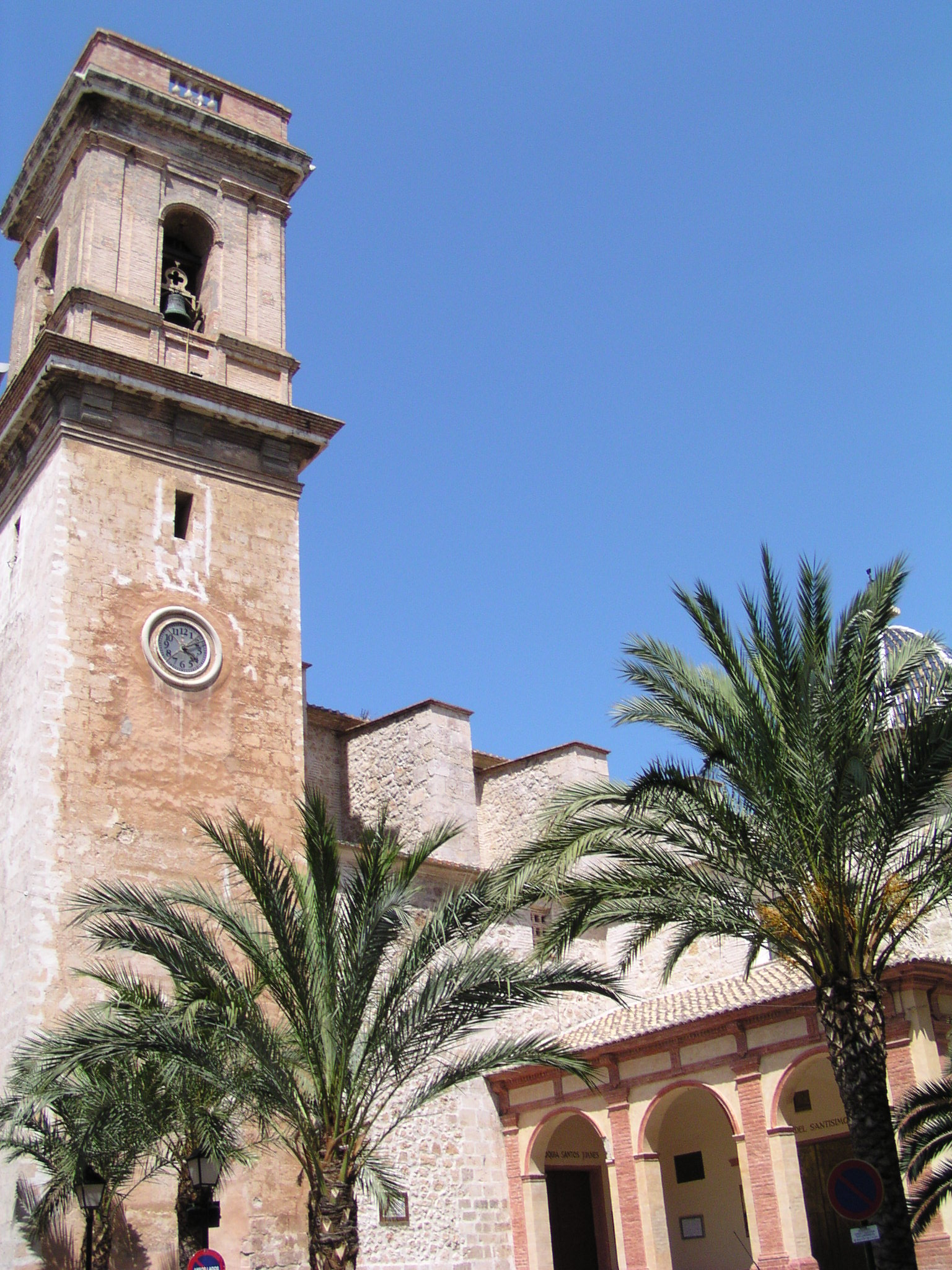
Парафіяльна церква Лос-Сантос-Хуанес
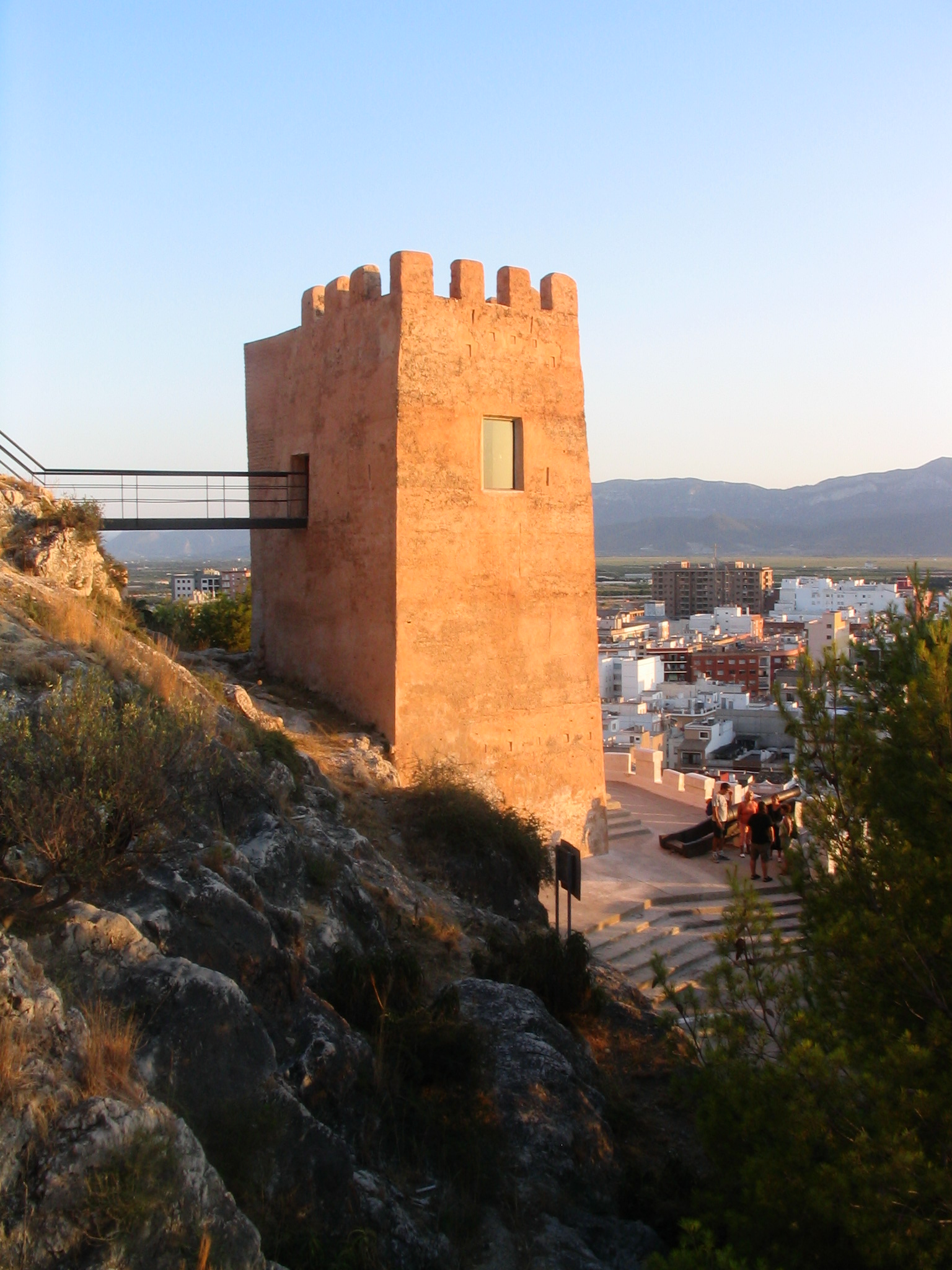
Вежа Ла-Рейна-Мора
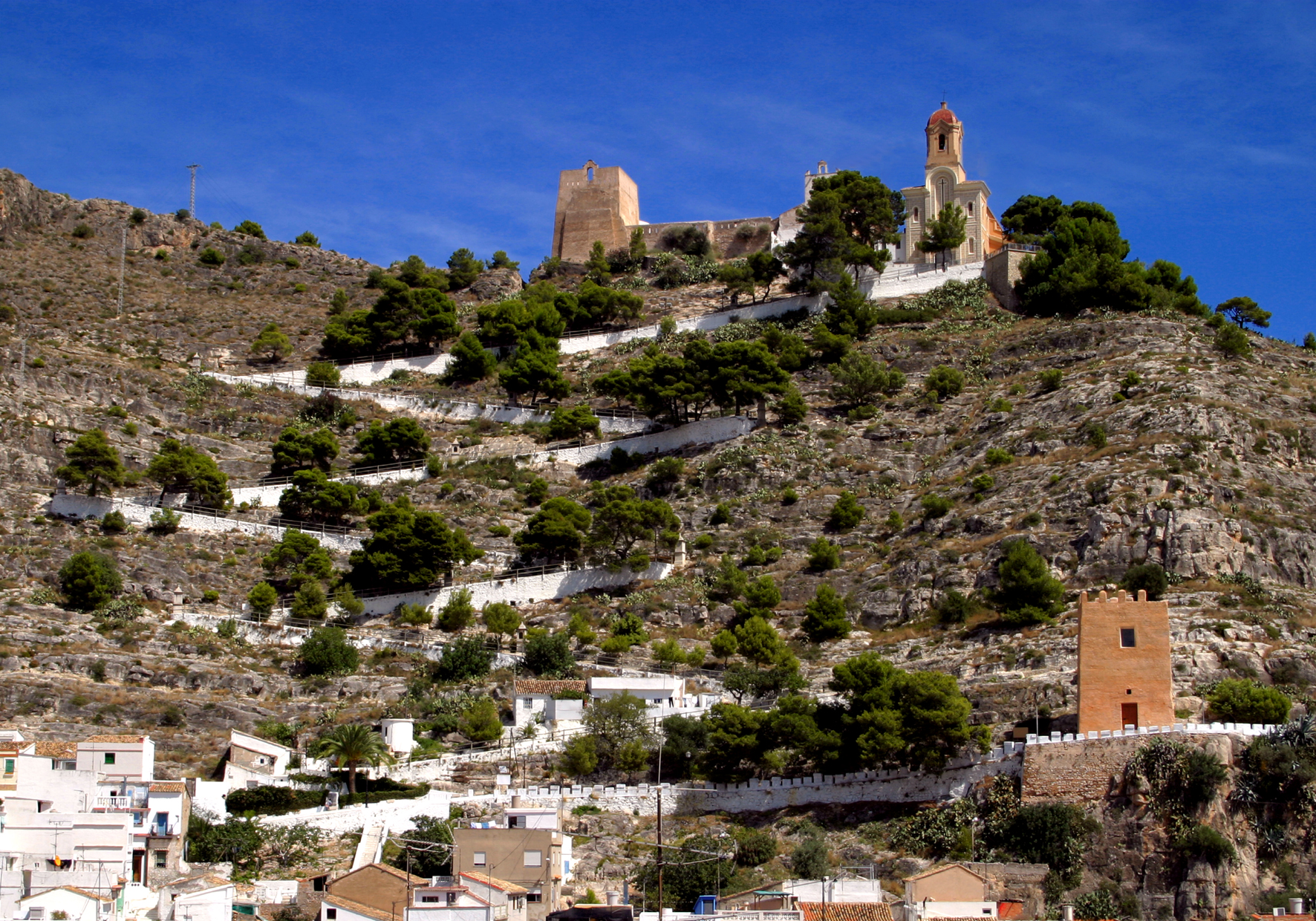
Замок Кульєри